# Ziemia Kujawska
Ziemia Kujawska – dwutygodnik wydawany we Włocławku w okresie międzywojennym.
Około 1926 roku siedziba redakcji mieściła się na Nowym Rynku 20, redaktorem czasopisma był wówczas Antonin Puzyński.